# Swartzia bannia
Swartzia bannia är en ärtväxtart som beskrevs av Noel Yvri Sandwith. Swartzia bannia ingår i släktet Swartzia och familjen ärtväxter. Inga underarter finns listade i Catalogue of Life.